# Kalendarium powstania warszawskiego – 5 sierpnia

## 5 sierpnia, sobota
|  |
|  |
|  |

Uwolnienie ok. 350 Żydów (polskich, greckich, węgierskich i francuskich) z obozu koncentracyjnego KL Warschau przy ul. Gęsiej („Gęsiówka”). W walkach o ten obóz uczestniczyli żołnierze: batalionu „Zośka”, m.in. Oddział Specjalny „Jerzy” pod dowództwem kpt. Ryszarda Białousa (ps. „Jerzy”), pluton „Alek”, „Felek” i batalion szturmowy „Wacek” dowodzony przez Wacława Micutę, wspierani przez ogień zdobycznej Pantery. Natarcie rozpoczęło się ok. godziny 10.00.
Od tego dnia siły niemieckie przeszły do planowanego przeciwnatarcia: z Woli w kierunku Ogrodu Saskiego oraz pałacu Brühla. Rano, po przygotowaniu artyleryjskim, ze wsparciem czołgów oraz ciężkiej broni maszynowej do natarcia przystąpiły oddziały policyjne gen. Reinefartha oraz batalionu brygady SS Dirlewangera (jednostka składająca się ze zwolnionych kryminalistów). Na swojej drodze Niemcy napotykali na oddział Zgrupowania „Radosław” dowodzony przez pułkownika Jana Mazurkiewicza (ps. „Radosław”). W walkach udział wzięły też oddziały Obwodu III – Wola. Cały dzień trwały zacięte walki. Powstańcy odnosili lokalne sukcesy, lecz przewaga przeciwnika była tak duża, że Niemcy wieczorem dotarli do placu Kercelego. Przeciwnatarcie to oznacza odebranie przez wroga inicjatywy, której powstańcy nie odzyskali aż do kapitulacji.
Rozpoczyna się rzeź Woli („czarna sobota”). Żołdacy Reinefartha i Dirlewangera mordują z nieopisaną brutalnością prawie 50 tysięcy polskich cywilów, mężczyzn, kobiety i dzieci. Dochodzi do masowych gwałtów i grabieży. W kolejnych dniach Niemcy zamordują łącznie około 65 tysięcy mieszkańców Woli i zachodniej części północnego Śródmieścia.

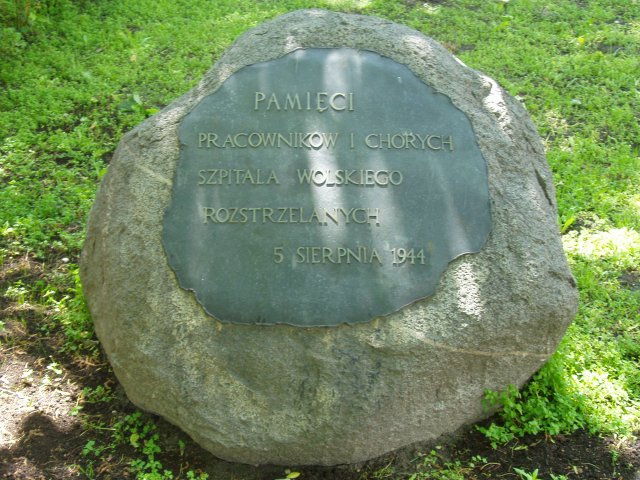
Przy Płockiej 26

Około godziny 14.00 siły SS zajmują Szpital Wolski. Ginie 60 osób personelu, 300 chorych i rannych, w tym dyrektor szpitala dr Józef Marian Piasecki, prof. Janusz Zeyland oraz ksiądz kapelan Kazimierz Ciecierski. Egzekucja odbyła się na podwórzu posesji rogu ulic Górczewskiej i Zagłoby. W miejscu tym Niemcy zamordowali ok. 2000 osób. O godzinie 20.00 zajęli Szpital Św. Łazarza (przy ul. Leszno 217) i zamordowali personel szpitala, chorych i rannych; okoliczna ludność została spędzona w jedno miejsce. Razem zginęło tam około 1000 osób.
Nadal trwają egzekucje w „dzielnicy policyjnej”. W więzieniu przy alei Szucha zostaje rozstrzelany przez gestapo Stefan Ossowiecki – polski inżynier zajmujący się zjawiskami paranormalnymi. Na Mokotowie, w masakrze przy ulicy Skolimowskiej (ponad setka ofiar), zginął dowódca III Rejonu AK (Obwód V Mokotów) kpt. Leon Światopełk-Mirski („Łucznik”) oraz kilku członków jego sztabu.
Około godziny 19.00 teren walk na Woli wizytowany był przez gen. Ericha von dem Bacha. Jego sztab zorganizowany został w Sochaczewie.
Odbywają się pierwsze zrzuty lotnicze – po godzinie 1.00 w rejonie cmentarzy, Szpitala Wolskiego i fortu Bema.
Tego dnia na Woli zginęli Wacław Wądołkowski – żołnierz 2 kompanii „Rudy”, i Karol Kryński – malarz, kapitan rezerwy, kawaler Orderu Virtuti Militari. Poległ również oficer w stanie spoczynku Zygmunt Hempel i polski wioślarz, olimpijczyk Józef Szawara. Na Ochocie stracony został polski aktor Zbigniew Rakowiecki.

## Zdjęcia z 5 sierpnia

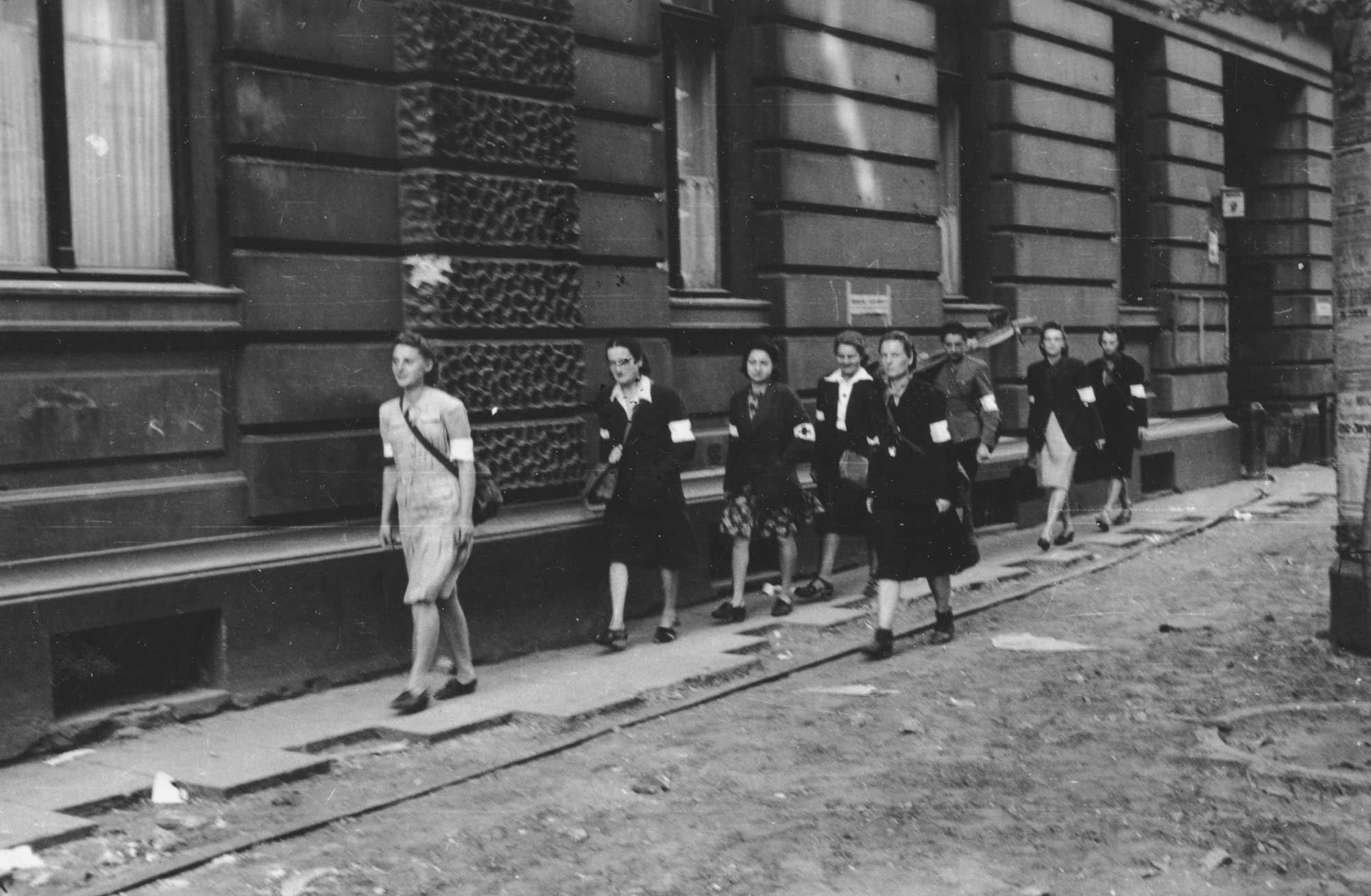
Wymarsz patrolu sanitarnego na ulicy Moniuszki 9.
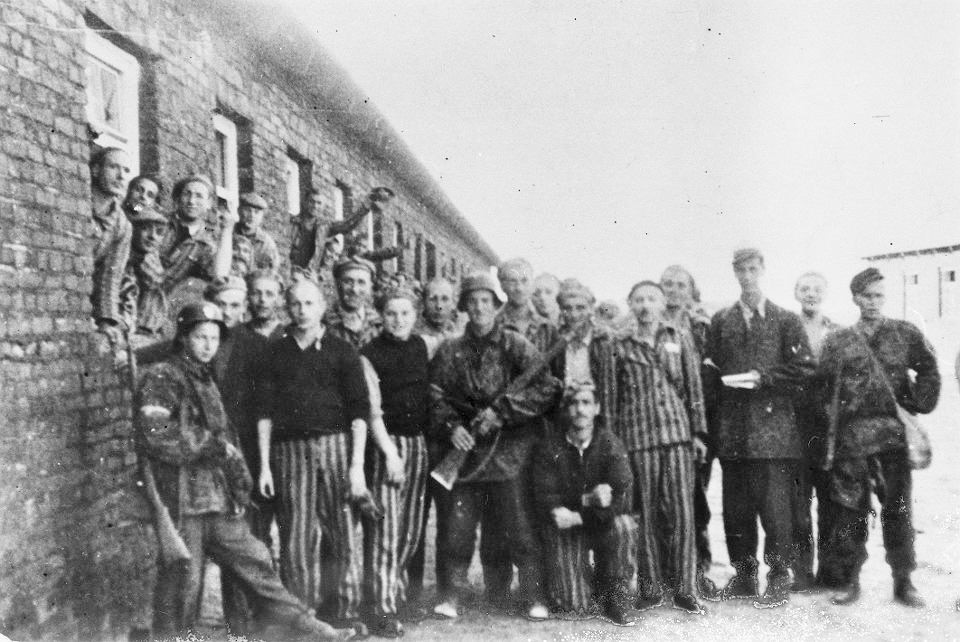
Grupa Żydów z Gęsiówki i ich wybawcy z plutonu „Alek” kompanii „Rudy” Batalionu „Zośka”. Zdjęcie na terenie obozu.
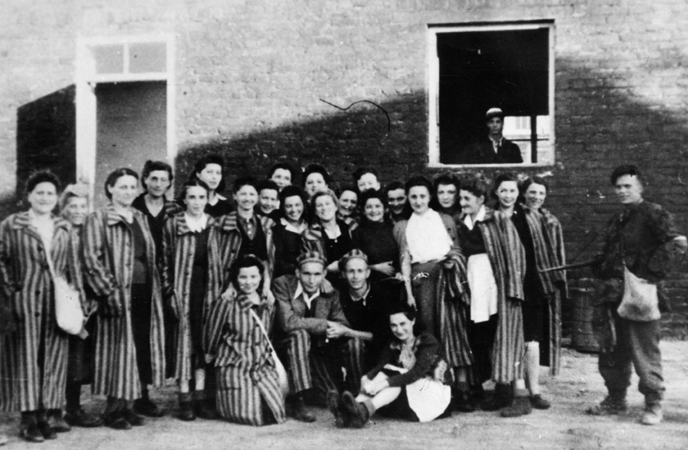
Grupa Żydów z Gęsiówki uwolnionych przez żołnierzy kompanii „Giewont” Batalionu „Zośka”. Zdjęcie na terenie obozu.
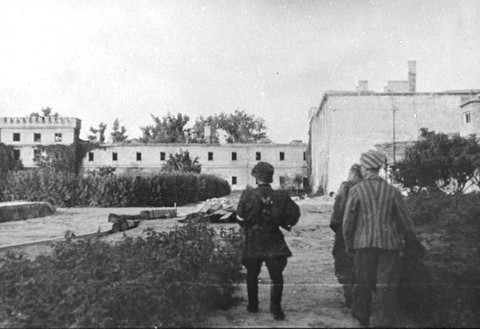
Gęsiówka: Powstaniec stojący tyłem został zidentyfikowany jako Juliusz Bogdan Deczkowski „Laudański”.
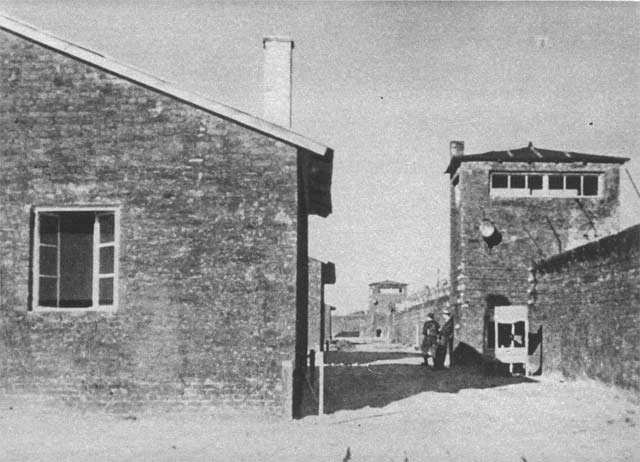
Baraki i wieże strażnicze Gęsiówki po zdobyciu przez żołnierzy kompanii „Giewont” Batalionu „Zośka”.
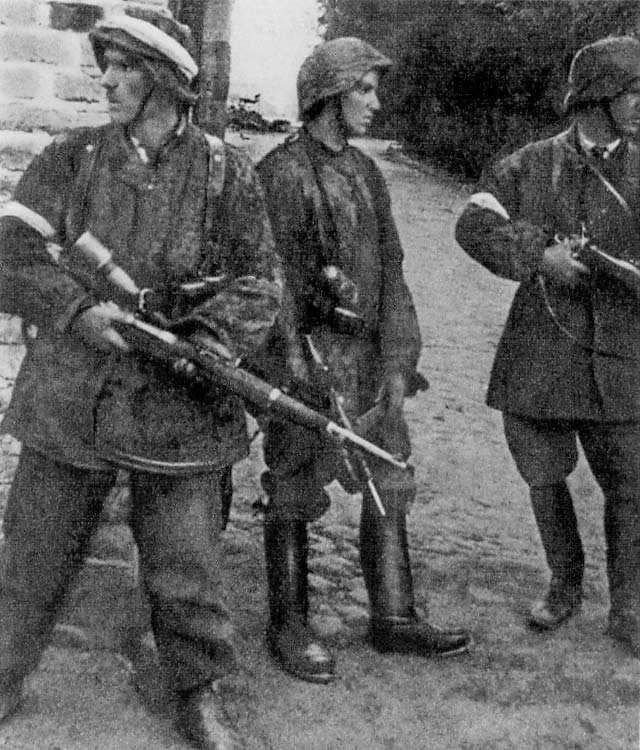
Patrol z II plutonu „Alek” 2. kompanii „Rudy” baonu „Zośka” dnia 5 VIII 1944 na Gęsiówce.
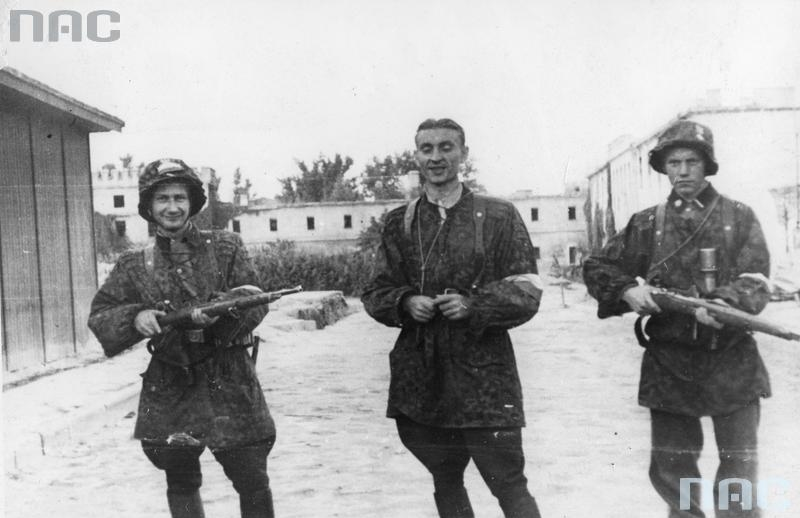
Żołnierze kompanii „Giewont” Batalionu „Zośka” po zdobyciu Gęsiówki.